# Estenfeld
Estenfeld település Németországban, azon belül Bajorországban. Lakosainak száma 5458 fő (2023. december 31.).

## Népesség
A település népessége az elmúlt években az alábbi módon változott:
| Lakosok száma | 1115 | 2121 | 3773 | 4391 | 4830 | 4915 | 5183 | 5245 | 5398 | 5458 |
|               | 1875 | 1950 | 1975 | 1987 | 2012 | 2014 | 2016 | 2017 | 2021 | 2023 |